# Taller de Gráfica Popular

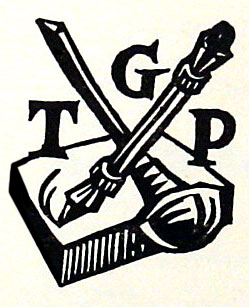
Logotype du Taller de Gráfica Popular.

Le Taller de Gráfica Popular (traduisible par Atelier d'arts graphiques populaires) est un collectif d'artistes graveurs fondé au Mexique en 1937 par les artistes Leopoldo Méndez, Pablo O'Higgins et Luis Arenal Bastar. Le collectif a pour objectif principal d'utiliser l'art pour faire avancer les causes sociales révolutionnaires. L'imprimerie est devenue une base d'activité politique et de production artistique abondante, et a attiré de nombreux artistes étrangers comme collaborateurs.

## Histoire

### Création de l'Atelier
Le Taller de Gráfica Popular (Atelier d'Arts graphiques Populaire) est fondé en 1937 par les graveurs mexicains Leopoldo Méndez, Pablo O'Higgins et Luis Arenal Bastar à la suite de la dissolution de la Liga de Escritores y Artistas Revolucionarios (es) (LEAR, Ligue des écrivains et des artistes révolutionnaires), un groupe d'artistes créé en 1933 qui a soutenu les objectifs de la Révolution mexicaine,. Initialement appelé Taller Editorial de Gráfica Popular (Atelier éditorial d'arts graphiques populaires), ses fondateurs s'appuient sur une riche tradition de gravure au Mexique, notamment sur l'héritage de José Guadalupe Posada et Manuel Manilla ; il émerge aussi dans la foulée du succès du mouvement muraliste mexicain et dans le contexte d'un pays en ébullition dans lequel se côtoient l'art et la révolution. Plusieurs artistes rejoignent ce noyau original, dont Alberto Beltrán, Alfredo Zalce, Ángel Bracho (en), Gonzalo de la Paz-Pérez, Ignacio Aguirre, Isidoro Ocampo (en), Jean Charlot, Mariana Yampolsky, Raúl Anguiano, Francisco Mora (en) et Rufino Tamayo,.
L'Atelier est le premier atelier artistique autosuffisant du Mexique à créer et à publier ses propres œuvres, grâce à leur maison d'édition appelée La Estampa Mexicana. Leurs travaux ont des objectifs variés, certains ouvertement politiques, d'autres comiques et d'autres purement artistiques. Leur première production est une série d'affiches pour la Confédération des travailleurs du Mexique, fondée une année avant. L'Atelier réalise aussi un calendrier comportant douze lithographies pour l'Université Ouvrière du Mexique (es).
Le Taller de Gráfica Popular inscrit dans ses statuts dès mars 1938 l'intention du collectif de produire un art et des listes antifascistes et anti-réactionnaires. Parmi les vingt-trois clauses, il est demandé aux membres de participer à des réunions d'affaires hebdomadaires ainsi qu'à des critiques régulières du travail collectif.
Léopoldo Méndez est le premier directeur de l'Atelier et occupe ce poste jusqu'en 1952, tandis que l'architecte suisse Hannes Meyer, qui a vécu à Mexico de 1939 à 1949, dirige la maison d'édition du collectif, La Estampa Mexicana (L'estampe mexicaine).
Pendant la présidence de Lázaro Cárdenas, les travaux du Taller soutiennent certaines politiques gouvernementales, notamment l'expropriation du pétrole (es).[réf. nécessaire]

### Apogée de l'Atelier dans les années 1940
En 1940, le muraliste David Alfaro Siqueiros, proche de Staline, lance une attaque armée contre la résidence du combattant révolutionnaire russe en exil Léon Trotsky, que le dirigeant russe a qualifié de contre-révolutionnaire. Il utilise pour cela le Taller comme base d'opérations et certains des jeunes artistes de l'atelier font partie de l'escadron ; Trotsky en ressort indemne. L'Atelier est brièvement fermé par les autorités et son directeur, Méndez, est emprisonné, bien que n'ayant pas été impliqué dans l'attaque. Méndez et Siqueiros sont restés dans de très mauvais termes après cela, et ce dernier a critiqué le manque d'engagement de l'Atelier pour la cause, qui est pourtant resté proche de l'Union soviétique dans les années 1940, critiquant le fascisme et le nazisme. C'est aussi la période la plus prolifique et de meilleure qualité des œuvres produites dans l'Atelier,.
Des artistes étrangers vont aussi travailler et étudier au Taller, notamment Mariana Yampolsky, la première femme membre du Taller (1945-1960), et Elizabeth Catlett (1946-1966) ; toutes deux ont pris la nationalité mexicaine. Pendant le mouvement américain des droits civiques, des artistes chicanos et afro-américains produisent des œuvres à l'Atelier. Celui-ci devient une source d'inspiration pour de nombreux artistes de gauche politiquement actifs ; par exemple, le peintre expressionniste américain Byron Randall fonde des collectifs d'artistes similaires, comme le Graphic Arts Workshop, après être devenu un membre associé,,.

### Déclin à partir des années 1950
Après la mort subite de l'artiste José Clemente Orozco en 1949, l'Atelier se désunit peu à peu et perd de nombreux membres. Peu avant de quitter lui aussi le collectif, Méndez reçoit en 1952 le prix international de la paix du Conseil mondial de la paix en reconnaissance de sa production artistique anti-guerre. L'artiste demande que le prix soit partagé avec l'ensemble du collectif Taller de Gráfica Popular.
L'Atelier souffre de l'instabilité économique et se voit fermer, rouvrir et être déplacé à plusieurs reprises. Après que l'Atelier ferme et est abandonné au tournant des années 1960, Jesús Álvarez Amaya, devenu membre en 1955, ainsi que d'autres artistes décident de réactiver l'organisation en 1967, en obtenant les clés de l'installation, en la réhabilitant et en travaillant pour attirer de jeunes artistes. Álvarez Amaya devient coordinateur général provisoire du Taller de 1967 à 1987, date à laquelle il s'autoproclame coordinateur à vie.
Pendant le soulèvement étudiant de 1968, Álvarez dirige le groupe dans la création de centaines d'affiches. Cela conduit à la répression du groupe entier, mais il peut rouvrir en 1969, l'organisation comprenant des écrivains et des artistes tels que Jaime Sabines, Rubén Salazar Mallén (d), Efraín Huerta (es), Thelma Nava (es), Roberto López Moreno (d), Xorge del Campo (d), Dionicio Morales (en), Gerardo de la Torre (es), René Avilés Fabila (es) et Manuel Blanco Méndez (es). L'organisation connaît un nouveau déclin dans les années 1970 et doit déménager à plusieurs reprises.
Álvarez Amaya maintient les archives de l'Atelier, souvent avec son propre argent, jusqu'à ce que le maire de Mexico, Cuauhtémoc Cárdenas, fasse don du bâtiment où se trouve l'Atelier depuis 2000, au 46, Manuel Villada, à Mexico,,.
Quoiqu'ayant une activité désormais très réduite, l'Atelier et le collectif sont toujours actifs,,. Il étend sa portée dans le pays en créant des ateliers associés à Uruapan et Pátzcuaro, ainsi qu'à l'international : aux États-Unis (New York et San Francisco), au Brésil et en Italie.

## Engagement politique
Dans un contexte où la fondation de l'Atelier se fait juste avant l'éclatement de la Seconde Guerre mondiale, les préoccupations politiques de ses membres portent aussi bien sur les sujets nationaux, tels que les réformes non réalisées de la Révolution mexicaine, qu'internationaux, prenant fait et cause des injustices et des atteintes aux droits humains produites en Europe et dans le reste du monde,.
La plupart des membres du Taller de Gráfica Popular appartiennent au Parti communiste mexicain et leur engagement politique se ressent fortement dans leur art, en adoptant une forme de réalisme social (es). Ils produisent des affiches, des brochures et des illustrations de magazines en faveur des syndicats ouvriers ou dont le contenu est clairement antifasciste et anti-réactionnaire.
Afin de rendre leurs contenus abordables et ainsi plus démocratiques, le collectif produit des œuvres à moindre coût ; c'est ainsi que les linogravures monochromes sont le média privilégié.

## Travaux

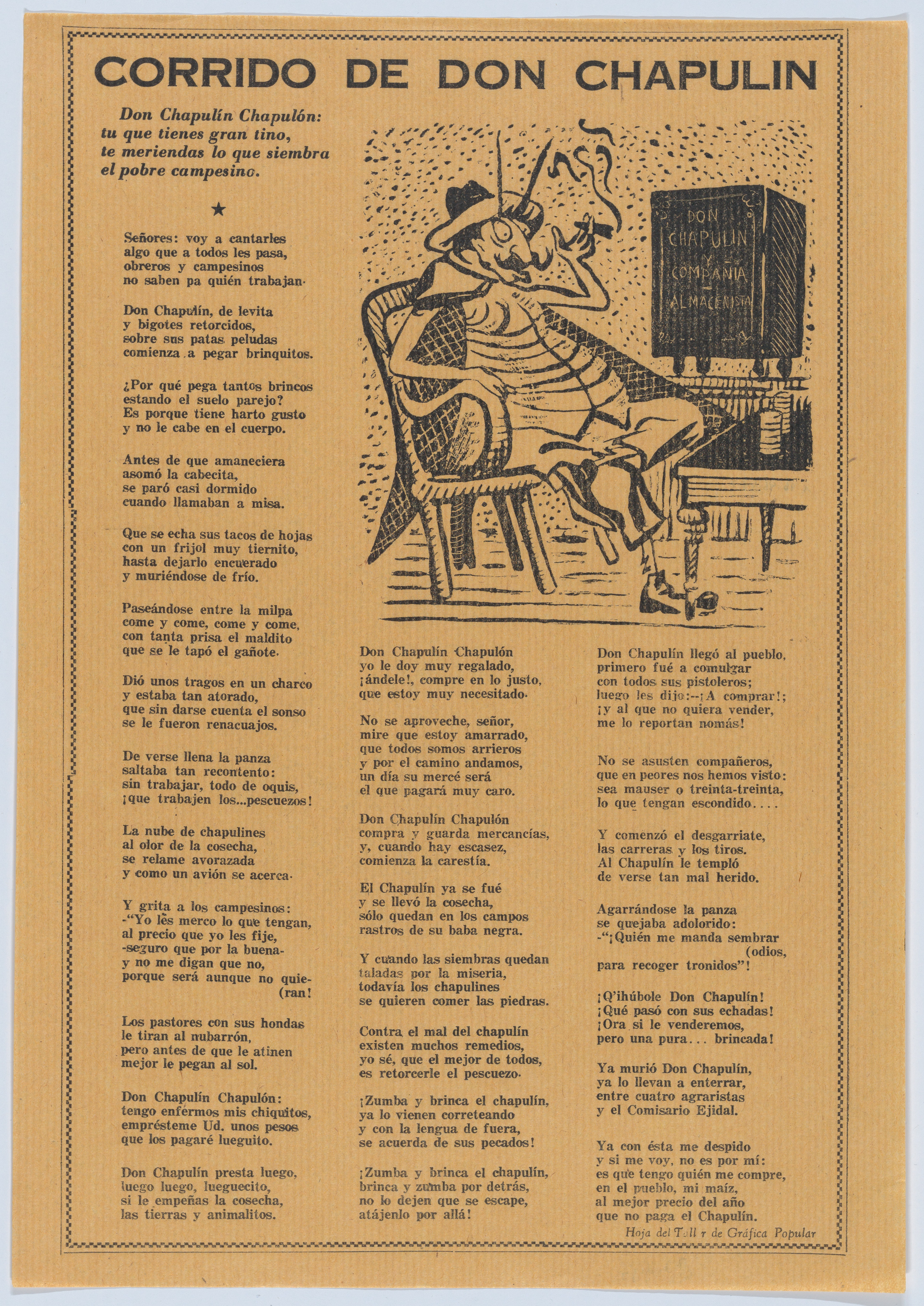
Feuillet relatif à la ballade de M. Grasshopper (un intermédiaire corrompu) concernant les souffrances des paysans sous le joug des propriétaires terriens, il est assis sur une chaise et fume un cigare (vers 1940, Metropolitan Museum of Art).

### Estampes
À son apogée, l'atelier se spécialise dans les estampes de linogravure et de gravure sur bois. Elle produit des affiches, des pamphlets, des brochures et des éditions de portfolio,. L'art soutient des causes telles que l'antimilitarisme, l'union des travailleurs et l'antifascisme.
Les œuvres sont souvent réalisées en collaboration. En outre, l'atelier adopte la pratique anti-commerciale de ne pas numéroter les tirages,. Malgré cela, elle vend des tirages tout au long de son existence. Les sujets sont principalement des scènes très figuratives et narratives aux formes lourdes et très contrastées dans un espace comprimé.

### La Estampa Mexicana
Sous la marque La Estampa Mexicana, la maison d'édition qu'il a créée, le Taller de Gráfica Popular produit des affiches de héros et de la culture mexicaine et des mouvements de la gauche politique mexicaine et internationale. Fortement influencé par les tons esthétiques et politiques de l'œuvre de José Guadalupe Posada, il donne également naissance à une nouvelle génération de calaveras, une tradition mexicaine qui consiste à caricaturer les hommes politiques et autres personnalités populaires par le biais de rimes simples et de caricatures de ces personnages réduits à l'état de squelettes. En plus des sujets directs linogravés, l'Atelier s'appuie sur la solide tradition de la lithographie du XIXe siècle du Mexique pour la diffusion des Penny Presses ainsi que le mouvement des affiches agitprop du début du XXe siècle en Union soviétique.
La Estampa Mexicana a aussi publié des ouvrages, parmi lesquels :
- Juan de la Cabada (es), Incidentes melódicos del mundo irracional (1946), illustré par Méndez
- Bernardo Ortiz de Montellano (es), El sombrerón (1946)
- VV. AA., Las estampas de la revolución mexicana (1947). Inclut 85 images sous-titrées dans un ensemble de 550 linogravures qui racontent l'histoire riche en changements politiques du Mexique du XIXe siècle aux années 1940. L'ouvrage a eu un grand succès et est souvent cité, notamment pour ses sujets sur la lutte pour les réformes en faveur des droits des paysans.
- Mariana Yampolsky, La guerra nuclear tranformaría al mundo en un campo desolado (1958). Un ouvrage qui traduit les préoccupations des membres du collectif vis-à-vis de la guerre froide, après la Seconde Guerre mondiale[16].

## Conservation
- Cleveland Museum of Art[17]

## Influence et postérité, le fonds TGP du centre Pompidou
En Espagne, le réseau de collectifs d'artistes Estampa Popular s'inspire notamment du Taller de Gráfica Popular pour l'utilisation des estampes comme moyen de résistance civile.
A partir de 1948, le Taller de Gráfica Popular envoie ses œuvres (gravures, affiches… ) à son correspondant Léopold Vitorge,

, 
étudiant en architecture aux Beaux-Arts de Paris ; c’est l’origine du fonds Taller de Gráfica Popular 
de la bibliothèque Kandinsky (centre Pompidou, Paris) : plus de 400 œuvres données en 2017
. La constitution de ce fonds, s’inscrit dans l’activité internationale du Taller de Gráfica Popular après-guerre, et de ses relais en France : outre ses principaux thèmes mexicains, le fascisme, la terreur nazie, l’impérialisme et le combat pour la paix 
dans le contexte international de la Seconde Guerre mondiale puis de la guerre froide.
Plus précisément, Leopoldo Méndez participe au Congrès mondial des intellectuels pour la paix qui se tient à Wroclaw (Pologne) en août 1948,
.
A cette occasion, il s’arrête dans plusieurs villes européennes dont Paris 
(France) où il rencontre le responsable de Traits,, 
journal créé en avril 1947 par Léopold Vitorge et quelques autres étudiants du cercle des arts de l’Union de la jeunesse républicaine de France (UJRF), appellation en 1945-1956 du mouvement de jeunes du Parti communiste français (PCF).
Leopoldo Méndez fait ainsi la connaissance de Léopold Vitorge qui devient correspondant du Taller de Gráfica Popular;
dès lors, il lui envoie des gravures et affiches
 
pour, en les exposant en France, y faire connaitre le travail du Taller.
Dès fin 1948 Leopoldo Méndez écrit un article pour Traits ; une exposition du Taller de Gráfica Popular est organisée en mai 1950 dans le quartier de l'école des Beaux-Arts de Paris. D’autres expositions et évènements suivent en France sans qu’il soit possible de tous les répertorier :
- fin 1948-début 1949, article[26] de Leopoldo Mendès dans Traits[24] n°7 daté du 8 décembre 1948[j],
- Mars 1950, Traits[24]  n°8 publie l’article « L’atelier d’art politique », atelier que des étudiants d’écoles d’art commencent à développer en s’inspirant du Taller de Gráfica Popular, déjà quelques linogravures sont créées pour accompagner cet article, mais l’expérience reste sans suite[k],
- 1er-8 mai 1950, exposition de gravures du Taller de Gráfica Popular à la Maison des Beaux-Arts (de l’époque) à Paris[27],
- 20 Juin-7 juillet 1958, musée Galliera, « Gravures mexicaines contemporaines », Paris[28],
- 26 Mai-8 juin 1961, exposition « Gravures contemporaines du taller de gráfica popular - mexique » à la maison des beaux-arts de l'époque (« 11 rue des beaux-arts - paris 6[29] »)[30],[l]  et le 7 juin conférence « Vues du Mexique par un architecte Mexicain F.Ursua[31] »,
- Années 1960, Grand palais (Paris),
- 12 novembre 1992-11 janvier 1993, exposition « Art d’Amérique latine : 1911-1968 » au centre Pompidou, un article de Hannes Meyer est reproduit dans le catalogue qui est illustré de vingt reproductions de gravures du Taller de Gráfica Popular provenant de la « Collection Léopold Vitorge[25] »,
- Décembre 1996 à avril 1997, deux affiches du Taller de Gráfica Popular sont reproduites dans le catalogue de l'exposition au centre Pompidou : Face à l’histoire[32],
- 2005, Alain Buyse crée les Ateliers d'Éditions Populaires sur le modèle du Taller de Gráfica Popular,
- 2017, don de la collection de Léopold Vitorge à la bibliothèque Kandinsky (centre Pompidou) qui constitue maintenant son fonds Taller de Gráfica Popular[22],
- 11 mai-6 juillet 2019, « « El Grito ! », estampes du Taller de Gráfica Popular, sur une initiative du sérigraphe Alain Buyse », à Villeneuve-d’Ascq[33],
- 23 mars-29 août 2022, prêt de 86 gravures du fonds Taller de Gráfica Popular[22]de la Bibliothèque Kandinsky, au Museo Nacional Centro de Arte Reina Sofía (Madrid) pour l'exposition « De Posada à l'Isotype, de Kollwitz à Catlett[34] »,
- été 2024, première exposition en France du fonds Taller de Gráfica Popular[22] à la Bibliothèque Kandinsky où des vitrines en rassemblent quelques gravures,
- 12 Mars 2025, Conférence « Taller de Gráfica Popular » à la bibliothèque Kandinsky dans le cadre de recherches en cours exploitant notamment son fonds Taller de Gráfica Popular et autres archives conservées à la bibliothèque Kandinsky[21].

Ainsi, après l’arrêt de la parution de Traits en 1952
 
puis le déclin du Taller de Gráfica Popular, Léopold Vitorge continue ‑ jusqu’à son décès fin 1996 ‑ d’en prêter des gravures et affiches, 
sans toutefois réussir à donner sa collection à un musée ; 
mais le centre Pompidou la redécouvre à la suite de son exposition « Politiques de l’art » en 2016 aboutissant à sa donation dont elle constitue le fonds Taller de Gráfica Popular de la bibliothèque Kandinsky.